# 163e méridien est
En géographie, le 163e méridien est est le méridien joignant les points de la surface de la Terre dont la longitude est égale à 163° est.

## Géographie

### Dimensions
Comme tous les autres méridiens, la longueur du 163e méridien correspond à une demi-circonférence terrestre, soit 20 003,932 km. Au niveau de l'équateur, il est distant du méridien de Greenwich de 18 145 km,.
Avec le 17e méridien ouest, il forme un grand cercle passant par les pôles géographiques terrestres.

### Régions traversées
En commençant par le pôle Nord et descendant vers le sud au pôle Sud, Le 163e méridien est passe par:
| Coordonnées           | Pays, territoire ou mer     | Notes |
| --------------------- | --------------------------- | --- |
| 90° 00′ N, 163° 00′ E | Océan Arctique              | |
| 75° 37′ N, 163° 00′ E | Mer de Sibérie orientale    | |
| 69° 39′ N, 163° 00′ E | Russie                      | Tchoukotka Oblast de Magadan — à partir de 64° 39′ N, 163° 00′ E Kraï du Kamtchatka — à partir de 64° 11′ N, 163° 00′ E |
| 61° 32′ N, 163° 00′ E | Mer d'Okhotsk               | Golfe de Penjina |
| 60° 46′ N, 163° 00′ E | Russie                      | Kraï du Kamtchatka — Péninsule du Kamchatka                                                                             |
| 58° 56′ N, 163° 00′ E | Mer de Bering               | Golfe Karaguinski |
| 57° 50′ N, 163° 00′ E | Russie                      | Kraï du Kamtchatka — Péninsule du Kamchatka                                                                             |
| 57° 27′ N, 163° 00′ E | Mer de Bering               | Baie Ozernoy |
| 56° 43′ N, 163° 00′ E | Russie                      | Kraï du Kamtchatka — Péninsule du Kamchatka                                                                             |
| 56° 01′ N, 163° 00′ E | Océan Pacifique             | |
| 5° 22′ N, 163° 00′ E  | États fédérés de Micronésie | Île de Kosrae |
| 5° 16′ N, 163° 00′ E  | Océan Pacifique             | Passe juste à l'est de l'atoll de Sikaiana, Îles Salomon (à 8° 24′ S, 162° 57′ E)                                       |
| 10° 42′ S, 163° 00′ E | Mer de Corail               | |
| 26° 37′ S, 163° 00′ E | Océan Pacifique             | |
| 60° 00′ S, 163° 00′ E | Océan Austral               | |
| 66° 42′ S, 163° 00′ E | Îles Balleny                | Île Buckle, Liste des territoires revendiqués par la Nouvelle-Zélande                                                   |
| 66° 49′ S, 163° 00′ E | Océan Austral               | |
| 70° 33′ S, 163° 00′ E | Antarctique                 | Dépendance de Ross, Liste des territoires revendiqués par la Nouvelle-Zélande                                           |
| 75° 30′ S, 163° 00′ E | Océan Austral               | Mer de Ross |
| 77° 04′ S, 163° 00′ E | Antarctique                 | Dépendance de Ross, Liste des territoires revendiqués par la Nouvelle-Zélande                                           |